# Mistrzostwa Europy w Zapasach 1991
45. Mistrzostwa Europy w zapasach rozegrano w Niemczech na przełomie kwietnia i maja 1991 roku. Turniej w stylu klasycznym rozegrano w Aschaffenburgu a w Stuttgarcie w stylu wolnym.

## Styl klasyczny

### Medaliści
| Konkurencja | Złoto                     | Srebro             | Brąz                   |
| ----------- | ------------------------- | ------------------ | ---------------------- |
| -48 kg      | József Faragó             | Siergiej Suworow   | Nuran Pelikjan         |
| -52 kg      | Bratan Cenow              | Dariusz Paiskowski | Alfred Ter-Mykyrtczian |
| -57 kg      | Aleksandr Ignatienko      | Marian Sandu       | Rıfat Yıldız           |
| -62 kg      | Włodzimierz Zawadzki      | Mario Büttner      | Giennadij Atmakin      |
| -68 kg      | Kamandar Madżydow         | Marthin Kornbakk   | Attila Repka           |
| -74 kg      | Mynacakan Iskandarian     | Tuomo Karila       | Torbjörn Kornbakk      |
| -82 kg      | Péter Farkas              | Pavel Frinta       | Thomas Zander          |
| -90 kg      | Pawieł Potapow            | Iwajło Jordanow    | Tibor Komáromi         |
| -100 kg     | Siarhiej Dziemiaszkiewicz | Andreas Steinbach  | Sándor Major           |
| 130 kg      | Aleksandr Karielin        | Tomas Johansson    | György Kékes           |

### Tabela medalowa
| Lp. | Państwo        | Złoto | Srebro | Brąz |
| --- | -------------- | ----- | ------ | ---- |
| 1   | ZSRR           | 6     | 1      | 2    |
| 2   | Węgry          | 2     | 0      | 4    |
| 3   | Bułgaria       | 1     | 1      | 1    |
| 4   | Polska         | 1     | 1      | 0    |
| 5   | Niemcy         | 0     | 2      | 2    |
| 6   | Szwecja        | 0     | 2      | 1    |
| 7   | Rumunia        | 0     | 1      | 0    |
|     | Finlandia      | 0     | 1      | 0    |
|     | Czechosłowacja | 0     | 1      | 0    |

## Styl wolny

### Medaliści
| Konkurencja | Złoto                | Srebro              | Brąz               |
| ----------- | -------------------- | ------------------- | ------------------ |
| -48 kg      | Reiner Heugabel      | Stanisław Szostecki | Wugar Orudżow      |
| -52 kg      | Władimir Toguzow     | Stanislaw Kaczmarek | Thierry Bourdin    |
| -57 kg      | Bagawdin Umachanow   | Remzi Musaoğlu      | Zoran Šorov        |
| -62 kg      | Metin Kaplan         | Gadży Raszydow      | Ralf Lyding        |
| -68 kg      | Georg Schwabenland   | Maksim Geller       | Gérard Santoro     |
| -74 kg      | Alexander Leipold    | Nasir Gadżihanow    | Selahattin Yiğit   |
| -82 kg      | Elmadi Żabraiłow     | Hans Gstöttner      | Sebahattin Öztürk  |
| -90 kg      | Macharbiek Chadarcew | Gábor Tóth          | Efrahim Kamberoğlu |
| -100 kg     | Ali Kayali           | Andriej Gołowko     | Heiko Balz         |
| +100 kg     | Andreas Schröder     | Oleg Nanijew        | Mahmut Demir       |

### Tabela medalowa
| Lp. | Państwo    | Złoto | Srebro | Brąz |
| --- | ---------- | ----- | ------ | ---- |
| 1   | ZSRR       | 4     | 4      | 1    |
| 2   | Niemcy     | 4     | 2      | 2    |
| 3   | Turcja     | 2     | 1      | 4    |
| 4   | Polska     | 0     | 1      | 0    |
|     | Węgry      | 0     | 1      | 0    |
|     | Izrael     | 0     | 1      | 0    |
| 7   | Francja    | 0     | 0      | 2    |
| 8   | Jugosławia | 0     | 0      | 1    |